# Prometafase

Durant la prometafase de la mitosi cel·lular es dissol la membrana nuclear i es crea el fus acromàtic. Els microtúbuls del cinetocor invaeixen el nucli i s'enganxen als cinetòcors dels cromosomes, i els microtúbuls interpolars s'empenyen els uns contra els altres, separant els centrosomes

Prometafase (del grec; πρό (pró), «abans» + metafase ; «abans de la metafase») és una etapa de la mitosi i de la meiosi en el cicle cel·lular de les cèl·lules eucariota que té lloc després de la profase i abans de la metafase. No es produeix a totes les cèl·lules eucariotes.
La prometafase comença amb la ruptura de la membrana nuclear i acaba quan tots els cromosomes estan units al fus acromàtic, just abans de la formació de la placa equatorial. Per tant, es caracteritza per la captura de cromosomes per les fibres d'aquest fus (els microtúbuls del cinetocor).
El paper de la prometafase finalitza quan tots els cromosomes estan enganxats de forma amfitèl·lica,. Si no, el cromosoma connectat incorrectament envia un senyal inhibidor i la cèl·lula ha d'esperar a que es resolgui el problema abans d'entrar en metafase. Aquest fenomen de control pretén minimitzar els riscos de la mala separació.

## Mitosi
En la prometafase, la membrana nuclear es desfà en nombroses «vesícules de membrana», i als cromosomes que hi ha dins es formen estructures de proteïnes anomenades «cinetocors». Els microtúbuls del cinetocor del fus acromàtic que surt dels centrosomes dels pols (extrems) arriben als cromosomes i s'uneixen als seus cinetocors, removent els cromosomes. Altres microtúbuls del fus (microtúbuls interpolars) entren en contacte amb els microtúbuls interpolars que provenen del pol oposat per separar els centrosomes. Les forces exercides per les proteïnes motrius associades als microtúbuls del fus acromàtic mouen els cromosomes cap al centre de la cèl·lula, creant la placa equatorial (o placa de metafase).
El paper de la prometafase es completa quan tots els microtúbuls del cinetocor s'han unit amb els seus cinetocors dels cromosomes, a partir del qual comença la metafase. Un cinetocor no unit i, per tant, un cromosoma no alineat (fins i tot quan la majoria dels altres cromosomes ja s'han alineat), activarà el senyal del punt de control del fus. D'aquesta manera s'evita la progressió prematura cap a l'anafase mitjançant la inhibició del complex promotor de l'anafase fins que s'uneixen tots els cinetocors i s'alineen tots els cromosomes.
Els primers esdeveniments de la metafase poden coincidir amb els darrers esdeveniments de la prometafase, ja que els cromosomes amb cinetocors connectats inicien els esdeveniments de la metafase individualment abans que altres cromosomes amb cinetocors no connectats que continuen persistint en els esdeveniments de la prometafase.

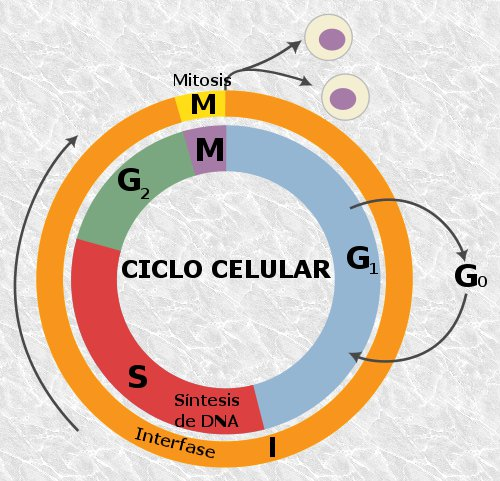
Cicle cel·lular complet. La prometafase és una part de la mitosi (M)
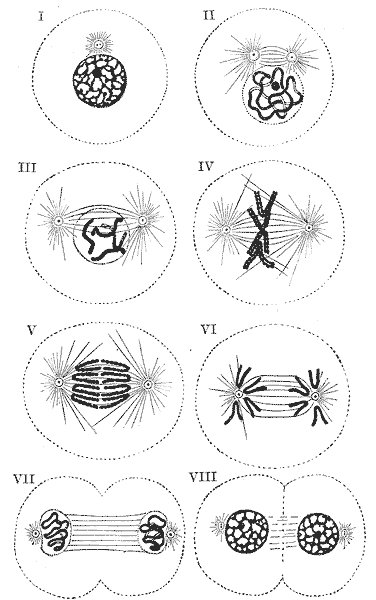
Canvis que es produeixen en una cèl·lula durant la mitosi (I,II,III: Profase; IV: Prometafase; V: Metafase; VI: Anafase; VII,VIII: Telofase)

Segons com interactuïn entre si durant aquesta fase la membrana nuclear i els microtúbuls del fus acromàtic, la mitosi pot ser «tancada» o «oberta»:
- En la mitosi tancada, el fus acromàtic es forma dins del nucli o els seus microtúbuls poden penetrar fins als cromosomes a través de la membrana nuclear sense trencar-la. Això succeeix en els fongs i alguns protists, com les algues o les Trichomonas.
- En la mitosi oberta, la membrana nuclear es desfà i els microtúbuls travessen l'espai nuclear. Això succeeix en els organismes pluricel·lulars.

## Meiosi
Durant la meiosi succeeixen dos processos de divisió del nucli, la meiosi I (dividida en profase I, metafase I, anafase I i telofase I), i la meiosi II (dividida en profase II, metafase II, anafase II i telofase II).
- La prometafase I és substancialment similar a la de la mitosi. En aquest cas, només hi ha un cinetocor per cromosoma, sempre al centròmer (per tal de separar només els cromosomes homòlegs).

- El principi de la prometafase II és el mateix que el de la mitosi. Hi ha un cinetocor per cromàtide, a banda i banda del centròmer (per tal de separar les cromàtides).

## Els esdeveniments citoplasmàtics i nuclears

### La creació de l'aparell acromàtic
L'aparell acromàtic es crea completament sota el control del complex CDK1-ciclina B1, i està compost per dos pols (centrosomes), els àsters i el fus acromàtic. El fus acromàtic creará tres tipus fibres (microtúbuls):
- Els microtúbuls interpolars (polars, contínus o solapats), vinculats als Krp 5 multimèrics (Cinesina 5), se solapen al seu extrem positiu (+) per formar estructures superposades. Aquests últimes, junt amb les proteïnes motrius Krp 5, permeten repel·lir els centresomes als dos extrems de la cèl·lula.
- Els microtúbuls del cinetocor (o cromosòmics) poden unir-se als cinetocors dels cromosomes que es condensen (representen el 80% dels microtúbuls del fus). Permeten la tracció dels cromosomes cap al pla equatorial de la cèl·lula mitjançant seqüències de polimerització / despolimerització. En els mamífers hi ha entre 15 i 40 microtúbuls per cinetocor, a l'espècie humana n'hi ha de mitjana a 20.

Aquests dos tipus de microtúbuls, que es desenvolupen des dels centrosomes, envaeixen gradualment l'espai deixat lliure per la desaparició de la mambrana nuclear. Hi ha un cinetocor per cada cromàtide (per tant dos per cromosoma), situat a prop del centròmer.
- Els microtúbuls astrals són fibres que (depèn dels autors) no formen part del fus acromàtic. Els microtúbuls astrals comencen a cada centrosoma i s'uneixen amb la membrana cel·lular. Això els permet apropar cada centrosoma més a prop de la membrana cel·lular. El moviment creat per aquests microtúbuls es genera mitjançant una combinació del creixement o la reducció dels microtúbuls i per proteïnes motrius, com les dineïnes o les cinesines.[4]

Dibuix esquemàtic d'un centrosoma amb el nom de les parts principals
Fus acromàtic astral (amb centrosomes als pols del fus) i anastral (sense centrosomes als pols del fus). Es mostren els tres tipus de microtúbuls del fus: astrals, polars i del cinetocor, aquests darrers units als cinetocors dels cromosomes

### La desintegració de la membrana nuclear
La membrana nuclear es trenca a l'inici de la prometafase i es dispersa en petites vesícules. No podem distingir (excepte ressaltar-los) les vesícules del reticle endoplasmàtic de les del nucli. Aquestes «vesícules nuclears» es distribueixen a la perifèria i poden estar ràpidament disponibles per reconstruir la membrana nuclear al final de la telofase. La desintegració de la membrana nuclear és la conseqüència de la fosforilació de les làmines B (presents a la membrana nuclear).

## Els esdeveniments cromosòmics
Durant la prometafase, els cromosomes continuen condensant-se. Les dues cromàtides esdevenen discernibles, però queden estretament unides gràcies a les cohesines presents al llarg del cromosoma i al nivell del centròmer. Els centròmers apareixen com uns «estrangulaments» dels cromosomes (constricció primària); cada cromosoma té un centròmer i dos cinetocors. Els cinetocors són estructures complexes constituïdes per moltes proteïnes, incloent proteïnes motrius que poden unir-se amb els microtúbuls del cinetocor.

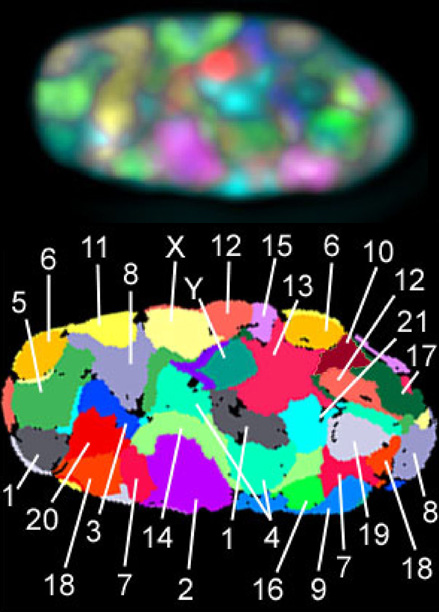
Els 23 territoris dels cromosomes humans durant la prometafase en cèl·lules de fibroblast
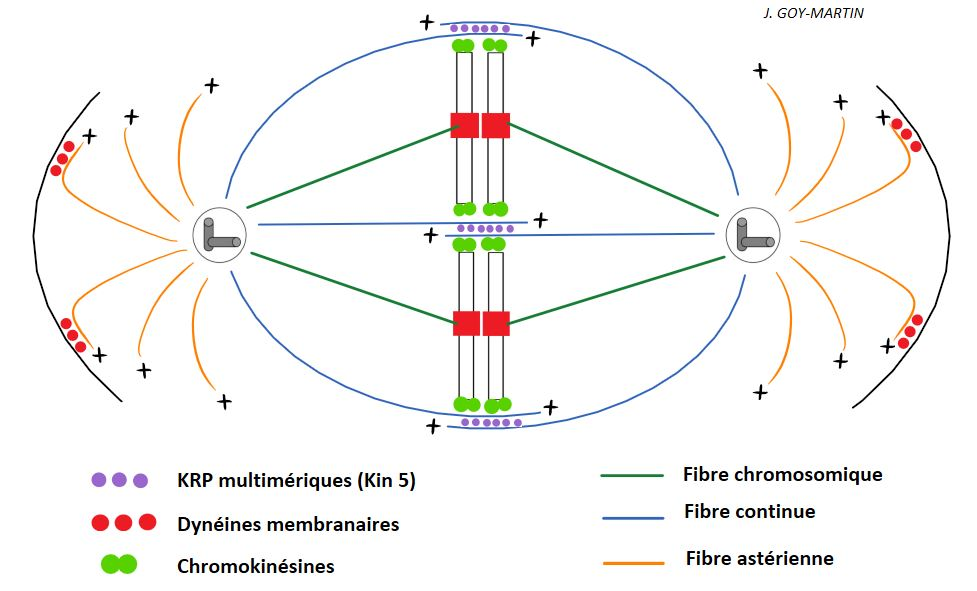
Fus acromàtic enganxat a dos centrosomes, els diversos tipus de microtúbuls i els diferents motors proteics
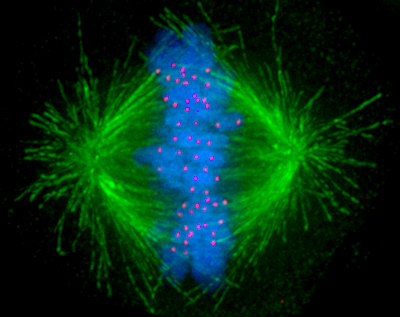
Imatge fluorescent on es poden veure els microtúbuls (verd), els cromosomes (blau), i els cinetocors (punts rosa) durant la prometafase

Els cromosomes es desplaçaran gràcies als moviments del fus acromàtic. Hi ha moltes estructures que modularan l'aferrament i el moviment d'aquests cromosomes:
- Els microtúbuls del cinetocor s'uneixen als cinetocors dels cromosomes i atrauen els cromosomes cap al seu centrosoma.
- Les proteïnes presents al centròmer, les anomenades Passenger Chromosome Complexes (CPC) junt la proteïna Aurora B, poden desenganxar els microtúbuls del cinetocor mitjançant la fosforilació i disminuir la força de tracció polar. Aquest sistema s'utilitza especialment en el punt de control de la metafase.
- Les cinesines particulars unides als braços dels cromosomes, les cromocinesines (o cinesines 4-10), les atrauen cap al centre «caminant» per les fibres contínues d'un dels pols.

### La fixació amfitèl·lica dels cromosomes
La fixació amfitèl·lica significa que el centròmer d'un cromosoma està enganxat, a través dels seus cinetocors, amb microtúbuls del cinetocor procedents dels dos centrosomes de la cèl·lula. Aquesta fixació amfitèl·lica el proporciona el fus acromàtic. Es produeix un fenomen de polimerització / despolimerització de microtúbuls del cinetocor (o cromosòmics) anomenat «pesca», des de la prometafase fins a la metafase.

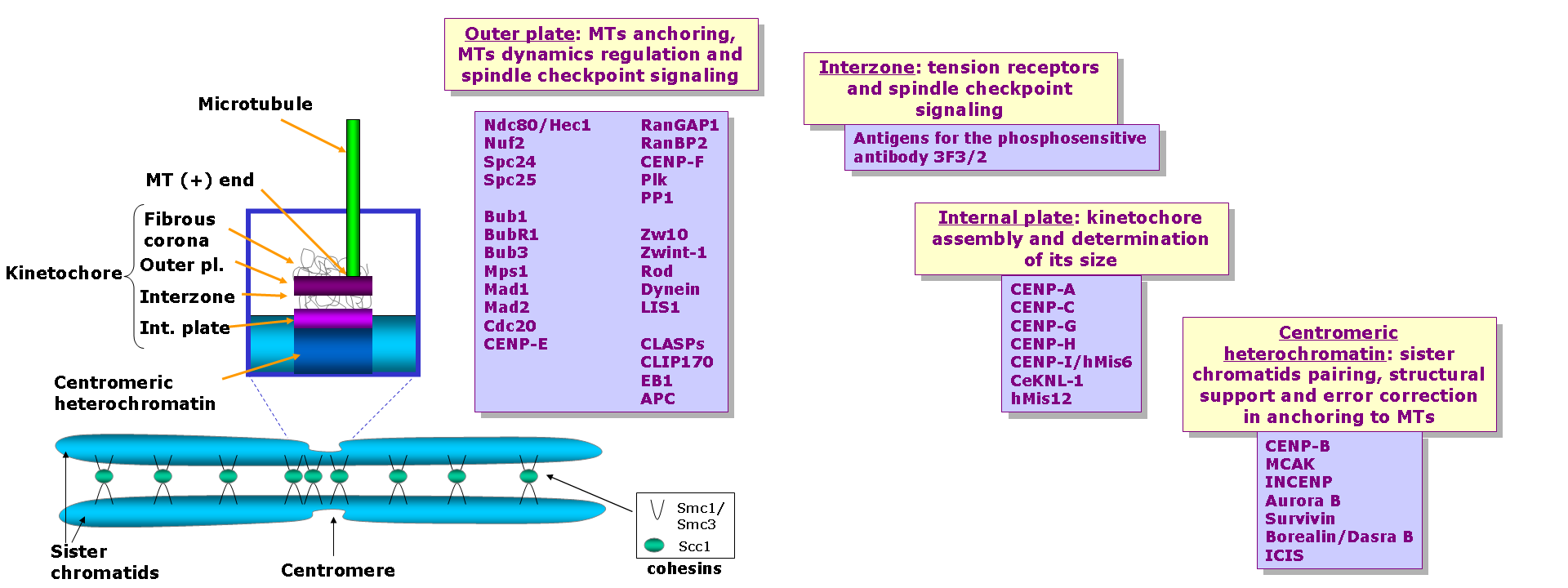
Estructura i components dels cinetocors de vertebrats, segons Maiato et al. (2004)

Si la fixació no és amfitèl·lica, la proteïna Aurora B té el paper de desenganxar els microtúbuls del cinetocor. Si la fixació és amfitèl·lica, la proteïna Aurora B queda inactiva i permet als microtúbuls del cinetocor traslladar els cromosomes a la placa equatorial.

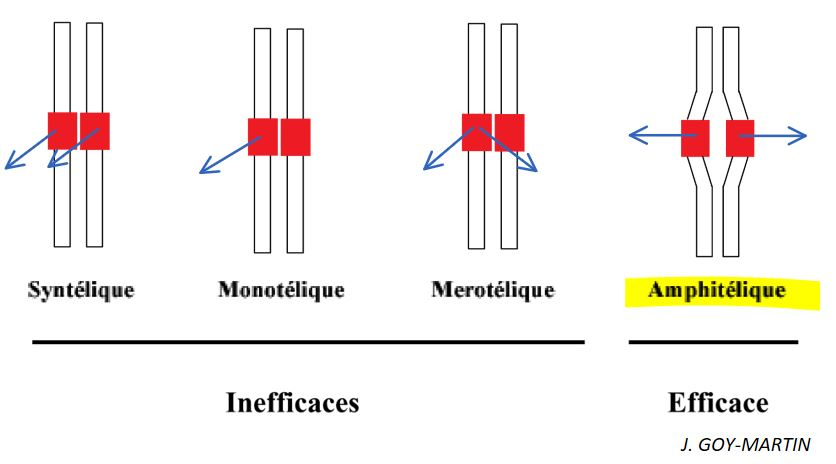
Diferents casos de fixació de cromosomes durant la prometafase. Un quadrat vermell representa un cinetocor
El contacte entre el cinetocor i els microtúbuls del mateix pol, o entre el cinetocor d'una cromàtide germana i els microtúbuls de diferents pols és inestable. No hi ha tensió al sistema i el contacte es trenca. Un cop assolida la biorientació del cinetocor, el contacte entre el cinetocor i els microtúbuls es fa estable; les cromàtides germanes unides migren cap al centre de la cèl·lula

## Vegeu també

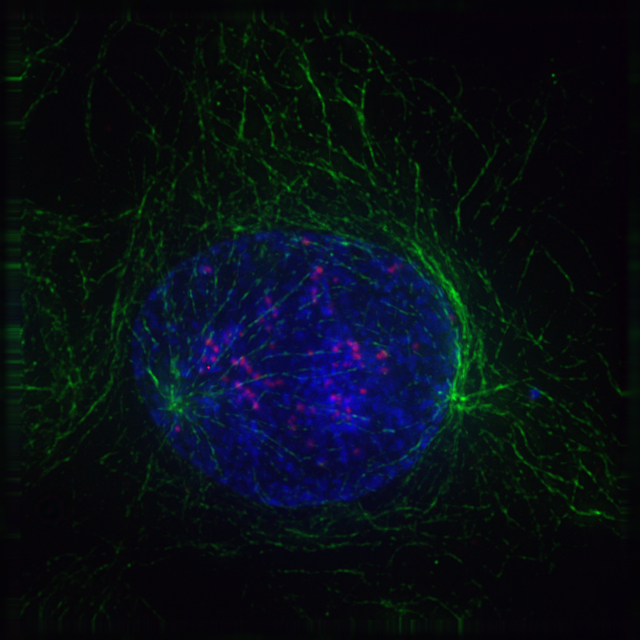
Profase
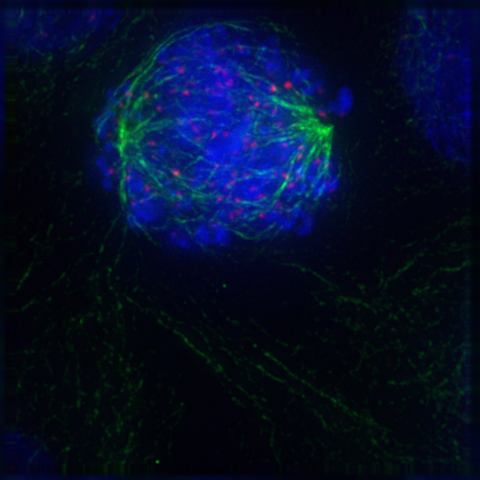
Prometafase
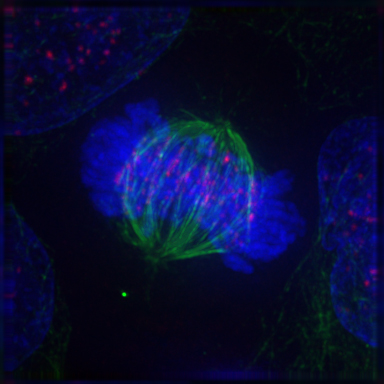
Metafase
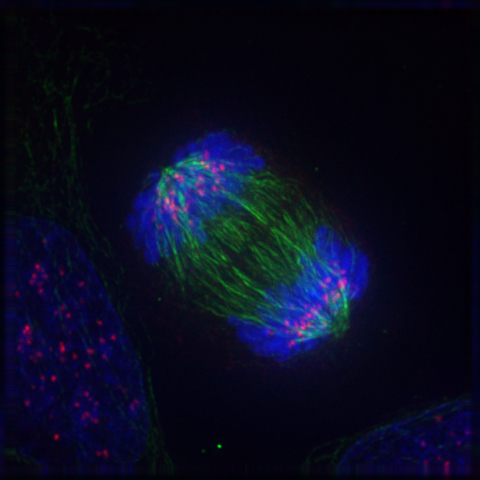
Anafase
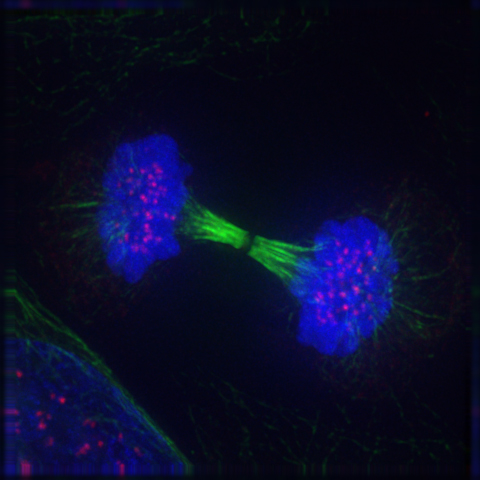
Telofase